# Октябрьский (Апшеронский район)
Октябрьский — упразднённый посёлок в Апшеронском районе Краснодарского края России. На момент упразднения входил в состав Апшеронского городского округа. Исключён из учётных данных в 1997 году.

## География
Располагался в верховье реки Вторая балка (приток Пшехи), в 6 км, по прямой, к северо-востоку от города Апшеронска.

## История
Населённый пункт возник в середине 1950-х годов в урочище Гераськин сад.
Официально зарегистрирован 23 декабря 1958 году.
Постановлением заксобрания Краснодарского края от 30 сентября 1997 года № 714-П посёлок исключён из учётных данных.